# 活動理論
活动理论（俄语：Теория деятельности）是一种折衷主义社会科学理论和研究的总称，其根源是谢尔盖·鲁宾斯坦於1930年代提出的蘇聯心理學。后被阿列克谢·列昂季耶夫所倡导和推广。在利维·维果斯基的一些著作中也可以找到该理论提出初期的一些痕迹。它成为蘇聯的主要心理学理論之一，被广泛應用在理论心理学和应用心理学，以及教育、职业培训、人体工程学、社会心理学和工作心理学。 